# 穆尔河畔布鲁克县

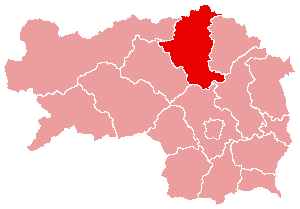
穆尔河畔布鲁克县在施泰尔马克州的位置

穆尔河畔布鲁克县（德語：Bezirk Bruck an der Mur）是奥地利施泰尔马克州所辖的一个旧县。总面积1307.0平方公里，总人口64991，人口密度50人/平方公里（2001年）。行政中心位于穆尔河畔布鲁克。2013年1月1日，穆尔河畔布鲁克县与米尔茨楚施拉格县合并为布鲁克-米尔茨楚施拉格县。

## 行政区域
穆尔河畔布鲁克县辖有21个市镇。